# Love Unlimited
Love Unlimited är en musiksingel från den bulgariska sångerskan Sofi Marinova. Låten är komponerad av Krum Geopriev och Iasen Kozev och texten är skriven av Donka Vasileva. Singeln släpptes den 30 oktober 2011.
Låten representerade Bulgarien vid Eurovision Song Contest 2012 i Baku i Azerbajdzjan. Den 29 februari 2012 vann Marinova med låten i Bulgariens nationella uttagningsfinal. Den officiella musikvideon släpptes den 19 mars. Låten framfördes i den andra semifinalen den 24 maj. Bidraget gick dock inte vidare till finalen.

## Versioner
1. "Love Unlimited" (singelversion) – 3:19[2]
2. "Love Unlimited" (eurovisionversion) – 3:00[7]
3. "Love Unlimited" (karaokeversion) – 3:00[8]